# Carola Braunbock
Carola Braunbock, född 9 januari 1924 i Všeruby, Tjeckoslovakien, död 4 juli 1978 i Östberlin, var en tysk skådespelare. Från 1951 till 1978 medverkade hon i många av DEFAs filmproduktioner. Mest känd idag är hon för sin roll som modern i sagofilmen Askungen och de tre nötterna.

## Filmografi, urval
- 1951 – Undersåten
- 1961 – Mutter Courage und ihre Kinder
- 1962 – Auf der Sonnenseite
- 1967 – Ein Lord am Alexanderplatz
- 1967 – Brot und Rosen
- 1975 – Askungen och de tre nötterna
- 1979 – P.S.